# Psyllototus
Psyllototus — вимерлий рід жуків-бліх, описаний у пізньоеоценовому Рівненському бурштині в Україні, а також у балтійському бурштині Росії і Данії. Цей вимерлий рід описали Костянтин Надєїн та Євген Перковський у 2010 році, типовий вид — Psyllototus progenitor . У 2016 році нещодавно описаний рід блощиць із Болівії, Chanealtica, був визнаний найбільш схожим на Psyllototus, на основі ознак, доступних для спостереження.

## Види
Рід включає чотири види:
- Psyllototus doeberli Bukejs & Nadein, 2014[3]
- Psyllototus groehni Bukejs & Nadein, 2013[4]
- Psyllototus progenitor Nadein & Perkovsky, 2010
- Psyllototus viking Nadein, 2015[5]